# Patrol Air Cushion Vehicle
Patrol Air Cushion Vehicle (PACV, z ang. „poduszkowiec patrolowy”) – typ amerykańskich poduszkowców wojskowych opracowanych w połowie lat 60. XX wieku przez przedsiębiorstwo Bell Aerosystems na bazie pojazdów SR.N5 produkowanych przez British Hovercraft Corporation. Wyprodukowano cztery poduszkowce tego typu dla United States Navy oraz dodatkowe trzy, oznaczone Air Cushion Vehicle (ACV), zmodyfikowane na potrzeby United States Army.
Pojazdy wykorzystywane były podczas wojny wietnamskiej, głównie do zadań patrolowych, wsparcia ogniowego i transportu niewielkich oddziałów piechoty.
Uzbrojenie PACV stanowił pojedynczy lub podwójny karabin maszynowy M2 kalibru 12,7 mm zamontowany nad kabiną pojazdu oraz dwa karabiny maszynowe M60 zamontowanych na bokach poduszkowca. Dodatkowo pojazd mógł zostać wyposażony w sterowany zdalnie pojedynczy lub podwójny granatnik kalibru 40 mm bądź karabin maszynowy M60 umieszczony na rufie.  